# Leobaldo Pina
Leobaldo José Piña González (nacido en Turmero, Estado Aragua, Venezuela, el 29 de junio de 1994) es un beisbolista venezolano que juega en las posiciones de campocorto y tercera base En la Liga Venezolana de Béisbol Profesional juega con el equipo Tigres de Aragua.
En junio de 2019 fue traspasado a los Tigres de Aragua en cambio por el lanzador Daniel Hurtado.